# Crucea (Constanța)
Pour les articles homonymes, voir Crucea.
Crucea est une commune du județ de Constanța en Roumanie.